# Jan Fornal
Jan Bozydar Fornal (* 14. Januar 1995) ist ein polnischer Volleyballspieler.

## Karriere
Jan Fornal ist der ältere Bruder des polnischen Nationalspielers Tomasz Fornal. Er begann seine eigene Karriere bei Hutnik Kraków. Anschließend spielte er für SMS PZPS Spała, Skra Bełchatów, KPS Siedlce und AZS AGH Kraków. In der Saison 2018/19 trat er mit MKS Będzin erstmals in der ersten polnischen Liga an. 2020 wechselte er zum Ligakonkurrenten Verva Warszawa Orlen, der im folgenden Jahr in Projekt Warszawa umbenannt wurde. 2022/23 spielte der Außenangreifer bei Gwardia Wrocław. Zur Saison 2023/24 wurde er vom deutschen Bundesligisten VfB Friedrichshafen verpflichtet. Mit dem Verein schied er im Achtelfinale des DVV-Pokals aus. Als Tabellendritter der Hauptrunde kam Friedrichshafen in die Bundesliga-Playoffs und wurde schließlich Vizemeister. Anschließend wechselte Fornal zum deutschen Meister Berlin Recycling Volleys.